# Arrondissement Moûtiers
Moûtiers is een voormalig arrondissement in het departement Savoie in de Franse regio Auvergne-Rhône-Alpes. Het arrondissement werd op 17 februari 1800 gevormd als deel van het toenmalige departement Mont-Blanc. In 1860 bij de aanhechting van Savoie bij Frankrijk werd het een arrondissement in het gelijknamige departement. Op 10 september 1926 werd het opgeheven. De vier kantons werden bij de opheffing toegevoegd aan het arrondissement Albertville.

## Kantons
Het arrondissement was samengesteld uit de volgende kantons:
- kanton Beaufort
- kanton Bourg-Saint-Maurice
- kanton Conflans
- kanton Moûtiers

He kanton Conflans werd na de fusie van deze gemeente met de buurgemeente L'Hôpital tot Albertville herbenoemd tot het gelijknamige kanton en nadien opgesplitst in de kantons Albertville-Nord en Albertville-Sud